# ブギス駅
ブギス駅（ブギスえき、EW12/DT14:Bugis MRT Station）は、シンガポールにある、MRT東西線とダウンタウン線の駅。フルスクリーンタイプのホームドアを設置している。

## 駅構造
島式1面2線のホームを持つ駅。改札・コンコースは地下1階、ホームは地下2階にある。ホーム有効長は6両。
| A | ■東西線 | パシール・リス・チャンギ・エアポート方面 |
| B | ■東西線 | ブーン・レイ・ジュロン・イースト方面     |

## 歴史
- 1989年11月4日 東西線開業。
- 2013年12月22日 ダウンタウン線、当駅～チャイナタウン駅間が開業。当時はダウンタウン線の終着駅だった。
- 2015年12月27日 ダウンタウン線、ブキ・パンジャン駅～当駅間が開業。途中駅となる。

## 駅周辺
- ブギス・ジャンクション
  - 味千ラーメン
  - アディダス
  - アンダーアーマー
  - Vivo
  - SK-II
  - オンデーズ
  - Kappa
  - 紀伊国屋書店
  - グッチ
  - クリスピー・クリーム・ドーナツ
  - ゴディバ
  - コンバース
  - サブウェイ
  - シャネル
  - 周大福
  - スターバックス
  - ダイソー
  - ダイソン
  - ニューバランス
  - ビアードパパの作りたて工房
  - ファンケル
  - マクドナルド
  - 無印良品
  - 名創優品
  - リーバイス
  - レノボ
  - ワトソンズ
- インターコンチネンタルホテル シンガポール
- サルタン・モスク
- スリ クリシュナン寺院（ヒンズー教寺院）
- ラッフルズホスピタル(ラッフルズジャパニーズクリニックウェブサイト）
- ローチョー駅